# Darzab, Jowzjan
Darzab är en distriktshuvudort i Afghanistan. Den ligger i distriktet Darzab, i provinsen Jowzjan, i den norra delen av landet, 400 kilometer väster om huvudstaden Kabul. Antalet invånare är 9 642.